# IC 4677
IC 4677 је планетарна маглина у сазвјежђу Змај која се налази на листи објеката дубоког неба у Индекс каталогу.
Деклинација објекта је + 66° 38' 2" а ректасцензија 17h 58m 15,7s. IC 4677 је још познат и под ознакама MCG 11-22-17, VV 121, part of N 6543, PGC 61193.